# 페드로 폼필리오
페드로 폼필리오(Pedro Pompilio, 1949년 11월 11일 ~ 2008년 10월 30일)는 아르헨티나의 기업인이자 보카 주니어스의 구단주이다. 1995년부터 팀의 부회장으로 활동하다가 2007년 12월 4일 회장으로 당선되었다. 본래는 2011년까지 회장직이 예정되었지만, 2008년 10월 30일 심근 경색으로 사망하였다.
과거 아르헨티나 축구 협회의 부회장을 지내기도 했다.

## 같이 보기
- 보카 주니어스